# Siala Gundi (Sipirok)
Siala Gundi is een bestuurslaag in het regentschap Tapanuli Selatan van de provincie Noord-Sumatra, Indonesië. Siala Gundi telt 709 inwoners (volkstelling 2010).